# По вулицях комод водили
«По ву́лицях комо́д води́́ли» (рос. «По улицам комод водили») — радянський комедійний художній фільм 1978 року режисерів Марка Геніна і Миколи Ковальського. За мотивами оповідань В. Панкова, О. Курляндського, Л. Зоріна, Л. і О. Шаргородських, І. Філінкова, Н. Еліна, В. Кашєєва, Ю. Валовіча, С. Камінського, Л. Осадчука, А. Ініна.

## Сюжет
Фільм складається з декількох новел-жартів:
- «Грабіж серед білого дня» — про покупця, який довірив обкатку свого новенького велосипеда дитині;
- «З повинною» — про нового директора великого гастроному, який з'ясовує у слідчого міру покарань за передбачуване злодійство;
- «На волосині» — про літнього пасажира приміського поїзда, який мріє про зустрічі з дівчиною

та інших.

## У ролях
- Ігор Ясулович
- Валерій Носик
- Володимир Івашов
- Євген Весник
- Ігор Дмитрієв
- Наталія Вавилова
- Семен Морозов
- Савелій Крамаров
- Наталія Селезньова
- Олександр Дем'яненко
- Леонід Куравльов
- Ірена Дубровська
- Роман Філіппов
- Ролан Биков
- Володимир Етуш
- Валентина Тализіна
- Михайло Кокшенов
- Роман Ткачук
- Валентина Титова
- Володимир Носик
- В'ячеслав Тихонов
- Володимир Басов
- Наталя Ващенко
- Василь Векшин
- Валентина Губська
- Віра Кузнєцова
- Наталя Сєдих
- Віктор М'ягкий
- Олена Санаєва
- Микола Сльозка
- Віктор Чайников

## Творча група
- Сценаристи: Віктор Веселовський, Марк Генін, Аркадій Інін
- Художні керівники: Леонід Гайдай, Володимир Басов
- Режисери-постановники: Марк Генін, Микола Ковальський
- Оператор-постановник: Федір Сильченко
- Художник-постановник: Володимир Єфімов
- Композитор: Віктор Лебедєв
- Звукооператор: Ганна Подлєсна
- Редактор: Тамара Хміадашвілі
- Режисери: А. Піскунов, Ю. Садомський
- Диригент: Лео Корхін
- Директор картини: Володимир Каранський